# Посавина
Посавина је назив за подручје уз ријеку Саву у Словенији, Босни и Херцеговини, Србији и Хрватској.

## Српска Посавина са Мачвом и Доњом Колубаром
Српска Посавина обухвата равницу и побрђе поред доње Саве, на територији Србије. Припадају јој и ниска Мачва, која представља источни део макроплавине Дрине, и доња Колубара са Тамнавом. Земљиште на левој страни реке Саве, на територији Србије, припада регији Срем.
Ближе Сави налази се ниско квартарно земљиште а даље од ње, изнад Посавског одсека, је брежуљкасто заравњено земљиште које се састоји од неогених седимената. Брежуљкасто земљиште представљено је нижим површима на јужном ободу Панонског басена.
Мачва има површину од 860 km² и представља већи део макроплавине Дрине (други део макроплавине назива се Семберија). Припада дну Панонског басена а простире се између Саве, доње Дрине и Поцерине односно поцерског (мачванског) раседног одсека на југу. Представља ерозивну површ која се изграђује у структурној заравни. У макроплавинској површи усечене су долине и корита Беле реке, Језера и мртваје Доње Битве и Засавице. Мачва је најпространија равница и низија уже Србије.
Између Мачве и доње Колубаре налази се виша Посавина. У њен састав улазе 2-3 флувијално денудационе површи које су усекле притоке Саве: Думача, Добрава и Вукодраж. Ове реке су својим долинама рашчланиле јужни обод Панонског басена.
Шабачка Поцерина је крај представљен подгорином на северној страни Цера изграђен од неогених седимената, старих кречњачких и шкриљастих стена.
Слив реке Колубаре чини крај који носи назив по овој реци. Слив је развијен у некадашњем заливу Паратетиса. Крај је јаче отворен и нагнут ка северу. Доња Колубара је крај у оквиру Колубаре и, попут Мачве, припада дну Панонског басена. Она је ниска и обухвата равно земљиште макроплавине Колубаре. Њој припада и крај у долини реке Тамнаве.
Тектонски облици рељефа у Српској Посавини (са Мачвом и Доњом Колубаром) су савски ров, раседи и раседни одсеци (колубарски, мачвански), тектонско удубљење Доње Колубаре (фосилни залив) итд.
У квартарним седиментима дуж Саве изграђена је речна тераса (флувијални облик рељефа).

## Већи градови
- Крањ
- Љубљана (главни град Словеније)
- Загреб (главни град Хрватске)
- Сисак
- Градишка
- Дервента
- Славонски Брод
- Брод
- Модрича
- Оџак
- Шамац
- Жупања
- Орашје
- Брчко
- Сремска Митровица
- Шабац
- Обреновац
- Београд (главни град Србије)